# New Mountain
New Mountain är ett berg i Antarktis. Det ligger i Östantarktis. Nya Zeeland gör anspråk på området. Toppen på New Mountain är 2 387 meter över havet, eller 787 meter över den omgivande terrängen. Bredden vid basen är 9,6 km.
Terrängen runt New Mountain är huvudsakligen kuperad, men åt nordväst är den bergig. Trakten är obefolkad. Det finns inga samhällen i närheten. 